# Berdytsjiv
Berdytsjiv (Oekraïens: Бердичів, Pools: Berdyczów , Jiddisch: באַרדיטשעװ, Barditschew, Russisch: Бердичев, Berditsjev) is een stad in de Oekraïense oblast Zjytomyr.
In 2013 telde Berdytsjiv 78.518 inwoners.
Aan het begin van de 20e eeuw was 80% van de inwoners Joods. Tijdens de Tweede Wereldoorlog kwamen ruim 38.000 inwoners van de stad om het leven, waarvan 20.000 - 30.000 Joden. Onder hen was de moeder van de schrijver Vasili Grossman. Bij de bevrijding door het Rode Leger op 15 januari 1944 telde Berdytsjiv nog 15 overlevende Joodse inwoners.

## Geboren in Berdytsjiv
- Joseph Conrad (1857-1924), Pools-Engels schrijver
- Pinchas Kahanowitsj (1884-1950), Russisch schrijver, journalist en vertaler
- Vladimir Horowitz (1903-1989), Russisch-Amerikaans pianist
- Vasili Grossman (1905-1964), Russisch schrijver en journalist
- Yitzhak Berman (1913-2013), Israëlisch politicus